# ناحیه کوماروم
ناحیهٔ کوماروم (به مجاری: Komáromi járás) یک ناحیه در مجارستان است که در کوماروم-استرگوم واقع شده‌است. ناحیهٔ کوماروم ۳۷۸٫۷۸ کیلومتر مربع مساحت و ۳۹٬۸۶۳ نفر جمعیت دارد.